# Andreaeaceae
Andreaeaceae es una familia de musgos. Tiene los siguientes géneros:

## Descripción
Son plantas pequeñas y medianas, de 1-2 (-3) cm de alto, marrón, púrpura y rojo a negro, en mechones densos o cojines. Tallos erectos a ascendentes, simples o ramificados y sin un hilo conductor bien desarrollado. hojas imbricadas , a menudo estrechamente aplanadas en seco, se extiende erecta cuando está húmeda, lanceoladas a ovadas o panduriforme, en su mayoría cóncava, con ápices obtusos o agudos; células laminales superiores pequeña , subcuadrada a corto rectangular, irregular, de paredes gruesas, a menudo papilosa. Cápsulas erguido, sobre todo exerta, ovadas a ovado-oblongas, vertical dividiendo en 4 (-5) válvulas. Esporas marrón, tetraédrica, papilosa.

## Taxonomía
Andreaeaceae fue descrita por Barthélemy Charles Joseph Dumortier y publicado en Analyse des Familles de Plantes 68. 1829.
Etimología
Andreaeaceae fue nombrado por Jakob Friedrich Ehrhart en honor de su amigo Johann Gerhard Reinhard Andreae.

## Géneros
- Acroschisma
- Andreaea
- Bicosta
- Neuroloma